# Saeb Erekat
Saeb Erekat (født 28. april 1955, død 10. november 2020) var en palæstinensisk chefforhandler i forhandlinger med Israel. Han har også været generalsekretær for PLO. Derudover var han forfatter og akademiker. Han døde 10. november 2020 på et israelsk hospital af covid-19, hvortil han var blevet indlagt 18. oktober. Tre år før sin død fik han foretaget en lungetransplantation på et amerikansk hospital, hvorfor han var ekstra udsat i forbindelse med covid-19-pandemien.
Han har studeret på både et universitet i San Francisco i 1970'erne og University of Bradford i 1980'erne og har efterfølgende været professor på et universitet i Nablus. Efter at have færdiggjort studierne fik han amerikansk statsborgerskab.
Gennem årene har han været rådgiver for både Yasser Arafat og Mahmoud Abbas.